# حسن أبو السعود (فلسطين)
حسن موسى أبو السعود (1897-1957) هو كاتب سياسي فلسطيني، عالم في الشريعة ولد في مدينة القدس و درس في مدرستي السلطاني والصلاحية وأكمل تعليمه في جامعة الأزهر الشريف في القاهرة حيث أخذ البراءة منها، ليعود لمدينة القدس بمنصب مدرس في المسجد الأقصى. وشارك في تأسيس روضة المعارف في مدينة القدس عام 1916 بالإضافة إلى النادي العربي عام 1918 وكان عضوا في كل من المؤتمر العربي الفلسطيني الخامس عام 1922 والمؤتمر الإسلامي 1928 للدفاع عن الأقصى إضافة إلى كونه عضو مؤسس في مؤتمر الأندية الإسلامية في ذات العام.
اختير حسن أبو السعود مفتياً للشافعية في أواخر العشرينات بعد الشيخ ياسين أبو السعود، وشكل حسن أبو السعود دوراً فعالًا في الحركة الوطنية الفلسطينية، وكان حدوث ثورة البراق سببًا من أسباب بدء شهرته كزعيم من زعماء فلسطين، إذ قاد مظاهرة ثورة البراق التي انطلقت من المسجد الأقصى عام 1929، وتتضمنها إلقاءه لخطابه الحماسي الذي أشعل المشاعر في صفوف المتظاهرين، إضافةً إلى قيامه بتحطيم أدوات اليهود التي وضعوها في ساحة البراق.

## حياته
كان حسن أبو السعود من أعضاء الحزب العربي الذي تأسس عام 1935، إضافة إلى كونه من المشرفين على تشكيل اللجان القومية المواكبة للأحزاب عام 1936، وعليه اعتقل أبو السعود مع عدد من المجاهدين في تلك الفترة في معتقل صرفند.
وانضم أيضا كعضو في اللجنة المركزية للجهاد بدمشق لمساندة الثورة عندما تم تشكيلها، ومع اشتداد ملاحقة السلطات البريطانية لزعماء فلسطين عام 1939، اضطر لمغادرة فلسطين والذهاب إلى العراق وعليها قام بالاشتراك في ثورة رشيد عالي الكيلاني سنة 1941، ثم انتقل إلى تركيا وبعدها برلين حيث اعتقل مع عدد من زعماء فلسطين عقب سقوط برلين، ونقل إلى بروكسل، وبعدها قامت السلطات البريطانية بنفيه إلى سيشل لمدة قدرها 6 أشهر، ثم نقل إلى المنفى الاختياري في مصر، وعليه انضم إلى الهيئة العربية العليا كعضو للهيئة من عام 1946 ـ 1948.
وكان من مهام أبو السعود كعضو في الهيئة العربية العليا توليه رئاسة هيئة تحرير مجلة فلسطين التي كانت تصدرها الهيئة العربية العليا قبل وبعد النكبة.
وفي عام 1947 قام بالعودة سرًا إلى فلسطين وعليه قام بإعادة تشكيل لجان قومية مع عدد من قادة فلسطين وعقب ذلك اشتدت ملاحقة السلطات البريطانية له واضطر للمغادرة إلى دمشق وباريس ومنها إلى القاهرة وحين تم إقامة وزارة أحمد حلمي عبد الباقي في غزة، انتخب وزيرًا للأوقاف. وكان حسن أبو السعود ملازماً للحاج أمين الحسيني وأمين سره، حتى توفاه الله في القاهرة.